# 晏其列扶 (新南威爾斯州)
晏其列扶是澳洲新南威爾斯州雪梨南部的一個市區，位於雪梨商業中心區以南11（6.8英里）處。

## 教堂
- 聖公會聖大衛堂（St David's Anglican Church），位於森林道（Forest Road）
- 天主教（英语：Catholic Church in Australia）聖方濟薩威堂（St Francis Xavier's Catholic Church），位於森林道
- 科普特正教聖瑪爾克座堂（Saint Marks Coptic Orthodox Cathedral），位於臥龍崗道（Wollongong Road）

## 學校
- 晏其列扶公立學校
- 聖方濟薩威天主教學校（St Francis Xavier's Catholic School）

## 外部連結
- Arncliffe Heritage walk 的存檔，存档日期14 April 2018.

33°56′00″S 151°09′00″E / 33.9333°S 151.1500°E